# اللجنة الملكية لوفيات السكان الأصليين في الحجز
اللجنة الملكية لوفيات السكان الأصليين في الحجز (1987–1991)، والمعروفة أيضًا باسم لجنة مويرهيد، كانت لجنة ملكية عينتها الحكومة الأسترالية في أكتوبر 1987 لقاضي المحكمة الفيدرالية جيمس هنري مويرهيد، من أجل دراسة وتقديم تقرير عن القضايا الاجتماعية والثقافية والقانونية الكامنة وراء وفيات السكان الأصليين وسكان جزر مضيق توريس في الحجز، في ضوء النسبة المُرتفعة لتلك الوفيات في الثمانينيات.